# Great Western Railway
Great Western Railway (GWR) fou una companyia de ferrocarril de la Gran Bretanya que va enllaçar Londres amb el sud-oest i oest d'Anglaterra i amb Gal·les. Fou fundada el 1833 i els seus trens començaren a circular tres anys després.
Es va construir sota la direcció de l'enginyer fou Isambard Kingdom Brunel. GWR va ser l'única empresa a mantenir la seva identitat després de la llei de ferrocarrils de 1921 (Railways Act 1921) i es va mantenir independent fins al 1947. Des del 1948 va ser nacionalitzada i va esdevenir Western Region de British Railways.